# Malma (naturreservat)
Malma är ett naturreservat i Flens kommun  i Södermanlands län.
Området är naturskyddat sedan 1975 och är 42 hektar stort. Reservatet, även kallat Malmaåsen omfattar en sträcka av Stockholmsåsen och består av betesmark och barrskog med tall högre upp och gran längre ner.